# San-Bernardino-Pass
Der San-Bernardino-Pass (dt. wenig gebräuchlich auch Sankt-Bernhard(in)pass oder kurz (Sankt) Bernhard(in)pass, ital. Passo del San Bernardino, rätoromanisch Pass dal Sogn Bernardin) ist ein Gebirgspass im schweizerischen Kanton Graubünden mit einer Scheitelhöhe von 2066 m ü. M. Er verbindet die Täler Rheinwald auf der nördlichen und Misox auf der südlichen Seite an der Hauptstrasse 13 und trennt die westlich liegenden Adula-Alpen von der Tambogruppe im Osten. Die Luftdistanz zu den Passfussorten beträgt vier Kilometer bis Hinterrhein (auf 1620 m gelegen) und 12 km bis Mesocco (790 m). Auf der Passhöhe verlaufen die Europäische Hauptwasserscheide und die Sprachgrenze zwischen Deutsch und Italienisch.

## Name
Seinen Namen erhielt der zuvor Mons avium oder Vogelberg genannte Pass im 15. Jahrhundert, als zu Ehren des Heiligen Bernhardin von Siena eine Kapelle erbaut wurde.
Im Deutschen hat die im 20. Jahrhundert neu gebildete Form San-Bernardino-Pass das historische Bernhardinpass (Bernhardinberg) weitgehend verdrängt. Trotz der Namensähnlichkeit besteht keine Beziehung zu den Pässen Grosser und Kleiner Sankt Bernhard.

## Geschichte und Wegverlauf
Bereits die Römer nutzten den breiten, topographisch einfachen Passübergang. Der noch bis ins späte Mittelalter benutzte Weg führte etwa einen Kilometer östlich der heutigen Passstrasse am Fuss des Piz Uccello (dt. Vogelhorn) entlang.
Verstärkte Rodungen erhöhten das Lawinenrisiko. Um vom im 15. Jahrhundert zunehmenden Transitverkehr – die Strasse durch die Viamala wurde nach 1473 ausgebaut – profitieren zu können, mussten die Leute des inneren Rheinwald und ihre Misoxer Nachbarn handeln. Sie verlegten die Route vom gefährdeten Hangfuss weg in die Mitte des breiten Sattels, eine vom eiszeitlichen Gletscherschliff geprägte Landschaft mit Rundhöckern und kleinen Mooren. In diese Epoche fällt auch der Bau der Kirche San Bernardino um 1450 auf der Südseite des Passes. Der mit Pflästerung und Stufen an den steilen Stellen sehr solide gebaute Saumweg (mulattiera) hat sich gut erhalten und dient heute als historischer Wanderweg.
Um 1770 bauten die Dörfer Hinterrhein, Nufenen und Mesocco den Bernhardin zu einer befahrbaren Strasse aus. Sie eliminierten die noch verbliebene lawinengefährdete Passage am Geissberg, die zur 1693 erbauten Alten Landbrugg führte, indem sie den Rhein weiter westlich querten und dafür im Alt Wali eine grössere Steigung in Kauf nahmen. Auf der Passhöhe wurde der Weg ebenfalls nach Westen verlegt, sodass er den Sattel an der tiefsten Stelle überwand. Auch dieses Strässchen – irreführenderweise als Strada romana bezeichnet – kann heute noch begangen werden.
Auf dem Pass kam es am 7. März 1799 beim Laghetto Moesola zu einer kriegerischen Auseinandersetzung zwischen einem französischen Heer unter General Claude-Jacques Lecourbe, das die Österreicher angriff, und den 500 Mann des Rheinwalder Landsturms. Die Franzosen schlugen die Rheinwalder in die Flucht und marschierten im Tal ein.
1817 erteilte die Bündner Regierung dem Strassenbauer und Staatsrat Giulio Pocobelli (1766–1843) den Auftrag, ein Projekt mit Kostenvoranschlag für eine Strasse von der Tessiner Kantonsgrenze über den Pass bis nach Chur zu erarbeiten. Innerhalb weniger Tage schritt Pocobelli die rund 100 Kilometer lange Strecke ab und legte dabei die Streckenführung fest. Darauf erhielt er von der Bündner Regierung als Generalunternehmer den Auftrag für den Bau. Baubeginn war am 18. September 1818. Gegen den Bau wehrten sich die Lombardei und die Gotthard-Kantone der Innerschweiz. Die 1818–1823 unter finanzieller Beteiligung (deren 161'000 von den 707'565 Gulden Gesamtkosten) des Königreichs Sardinien-Piemont erbaute, bis heute dem lokalen Autoverkehr dienende Strasse folgt dem Wegverlauf von 1770, entschärft aber die Steigungen mit vielen Kehren. Auf der Passhöhe wurde ein Hospiz eröffnet.
An der Südrampe legte Pocobelli die Strasse an den Hang am rechten Ufer der Moesa und überspannte diese an ihrer engsten Stelle mit der Brücke Vittorio Emanuele. Ohne die Brücken von Reichenau mitzuzählen, wurden 52 Brücken erstellt (wovon sechs nur erweitert), bis auf deren drei alle aus Stein. Die Brücke bei Hinterrhein hatte als einzige mehrere Bögen, die drei Bögen überspannen je 36 Fuss Weite. Mit 1350 Zentnern Schwarzpulver wurden 92'281 Kubikmeter Felsen gesprengt. 42'900 Kubikmeter Stein wurden in 9750 Metern Stützmauern verbaut, dazu kamen 6650 Meter Wandmauern. 32 Kilometer Holzgeländer wurden von den Gemeinden unentgeltlich zur Verfügung gestellt. Die Extrapost von Chur nach Bellenz schaffte die Strecke nach der Eröffnung in 14–15 Stunden.
Mit Bundesbeschluss vom 2. Februar 1923 erteilte die Bundesversammlung gemäss Botschaft des Bundesrates vom 19. Juni 1922 die Konzession für den Bau und Betrieb einer Schmalspurbahn, welche die bestehende Bahnstrecke Bellinzona–Mesocco mit der Station Thusis der Rhätischen Bahn über den San Bernardino-Pass verbinden sollte. Das Projekt wurde nicht realisiert.

## Bilder

San Bernardino, gegen Süden (Passhöhe). Historisches Bild von Leo Wehrli (1927)
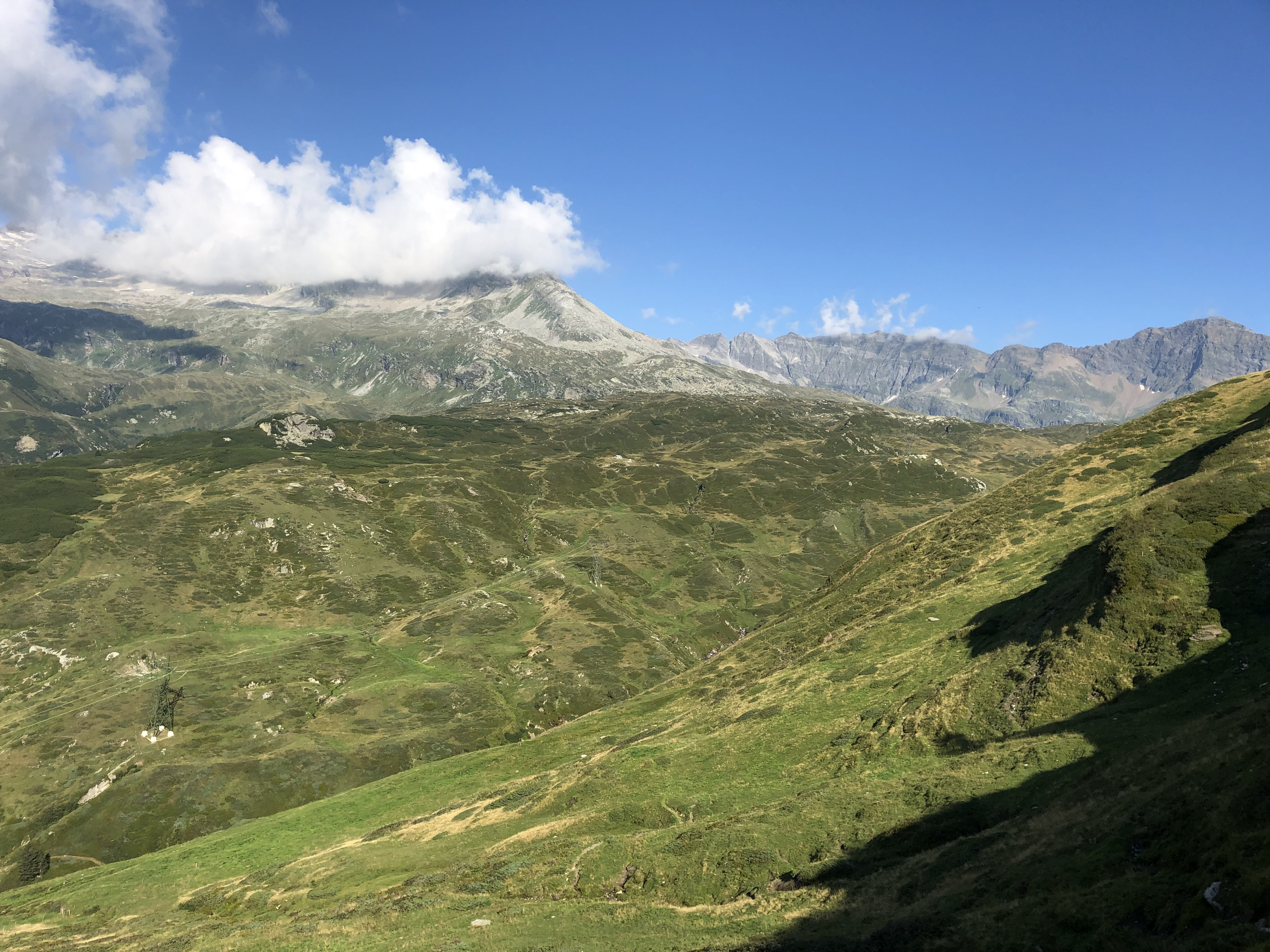
Südrampe
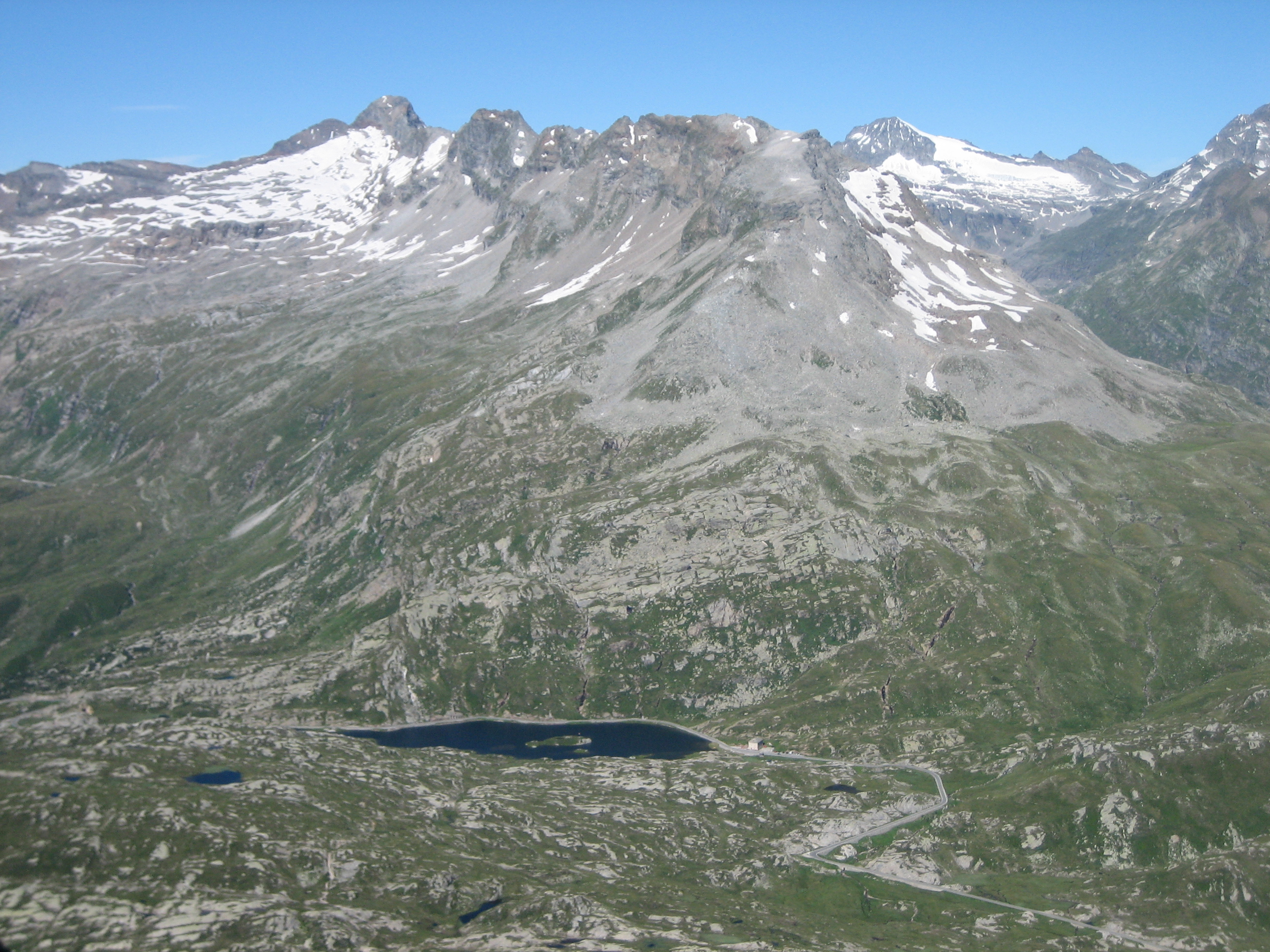
Die Passhöhe vom Piz Uccello aus
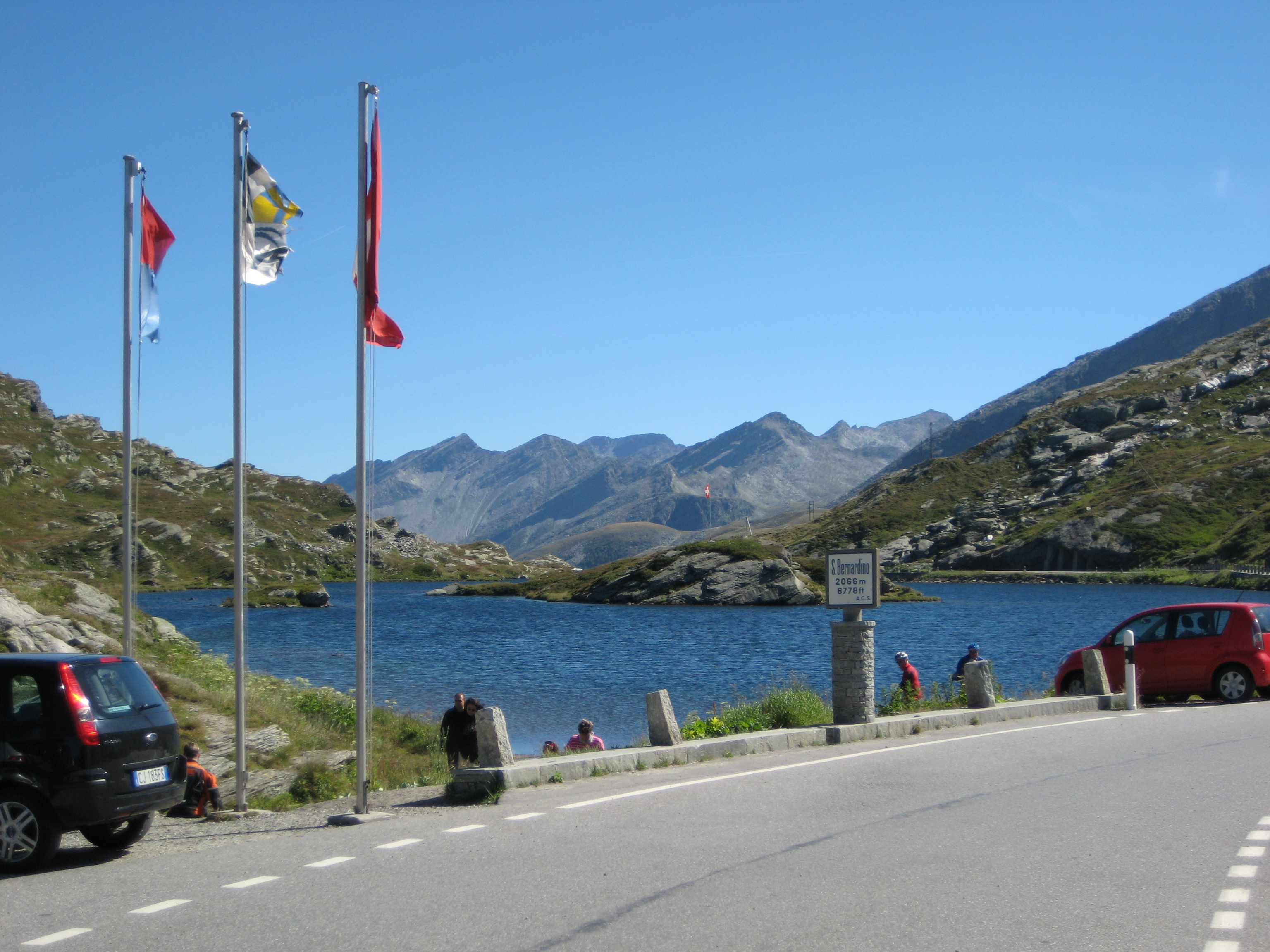
Passhöhe mit dem  Laghetto Moesola
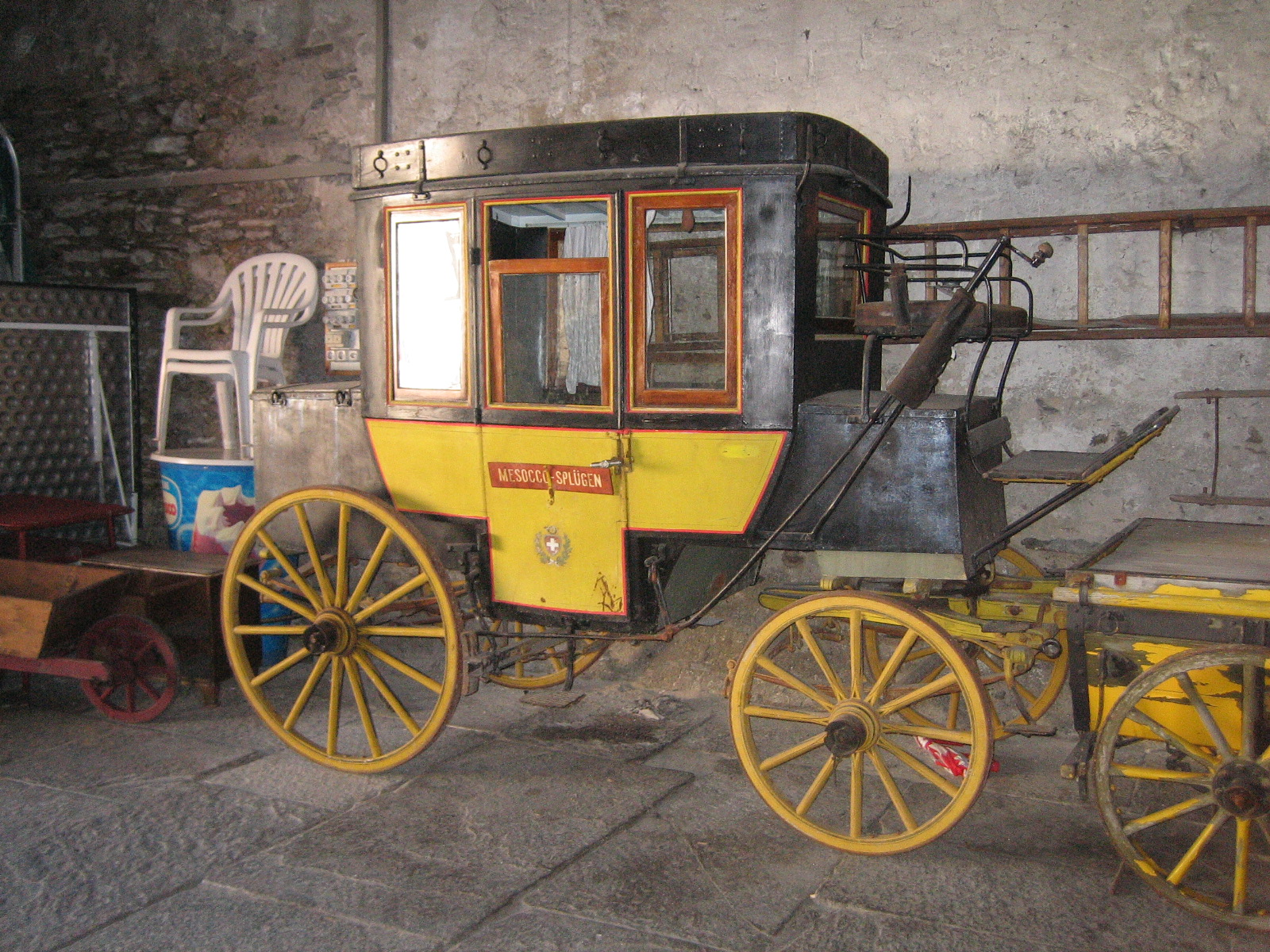
Postkutsche der San Bernardino-Linie

## San-Bernardino-Tunnel
Am 10. April 1965 wurde die Tunnelröhre des San-Bernardino-Tunnels (italienisch Galleria del San Bernardino) zwischen den Dörfern Hinterrhein (Nordportal auf 1613 m ü. M.) und San Bernardino (Südportal auf 1631 m ü. M.) bergmännisch durchschlagen und am 1. Dezember 1967 für den Verkehr eröffnet. Der 6,6 km lange Strassentunnel ermöglichte erstmals eine ganzjährige Verbindung für die Bündner Südtäler Misox und Calancatal in die Hauptstadt Chur und verbindet als Teil der Nationalstrasse N13 (heute A13) die Ostschweiz mit der Alpensüdseite und dem Tessin. Er ist nach dem Gotthard der zweitwichtigste Strassen-Alpenübergang der Schweiz.

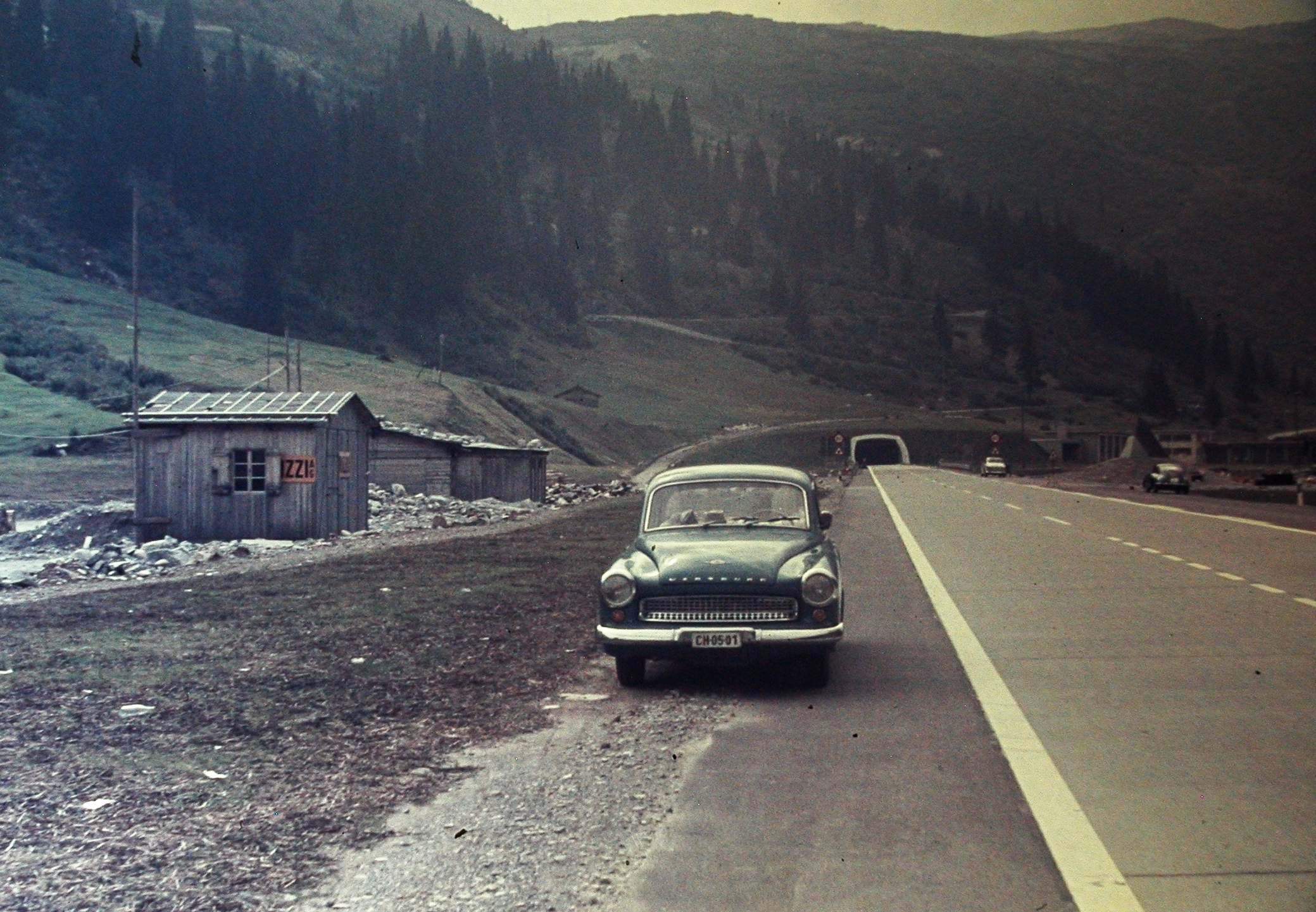
Nordportal des San-Bernardino-Tunnels, 1969

Zum Zeitpunkt der Planung war die heutige Verkehrsdichte nicht abzusehen. Die San-Bernardino-Route diente denn auch eher unvorhergesehen dem internationalen Schwerverkehr als Ausweichroute zur A2, dies insbesondere nach der unfallbedingten, temporären Schliessung des Gotthardtunnels im Jahr 2001. Dies, obwohl die Route mit Steigungen bis 8 %, engen Wendekehren und dem schmalen Tunnel für Lastwagen denkbar ungeeignet ist; die Fahrbahnbreite ist knapp bemessen, und die Lüftungssysteme entsprachen nicht den Anforderungen. Die entsprechenden Belastungen hatten eine Erneuerung des Tunnels notwendig gemacht. Die 1991 begonnenen Sanierungsarbeiten – flankiert durch Sicherheitsmassnahmen wie die Einführung der Phase Rot – wurden 2006 abgeschlossen. Ein separater Flucht- und Rettungsstollen wurde im Rahmen der Sanierung erstellt sowie folgende Umbauten vorgenommen:
- Absenkung der Sohle des Mittelkanals
- Erneuerung des Entwässerungssystems (Trennsystem) und der Leitungskanäle
- Erneuerung der elektromechanischen Einrichtungen
- Betriebs- und Brandlüftung den heutigen Anforderungen anpassen
- Erstellen eines Flucht- und Rettungsstollens (Fluchtabgänge)
- Abbruch und Neubau der Fahrbahnkonstruktion
- Erneuerung der Wandverkleidungsplatten
- Instandsetzung unter Aufrechterhaltung des Verkehrs

Die Gesamtbaukosten betrugen rund CHF 236 Mio. (ca. 148 Mio. Euro).

## Herkunft des alten Namens Vogelberg

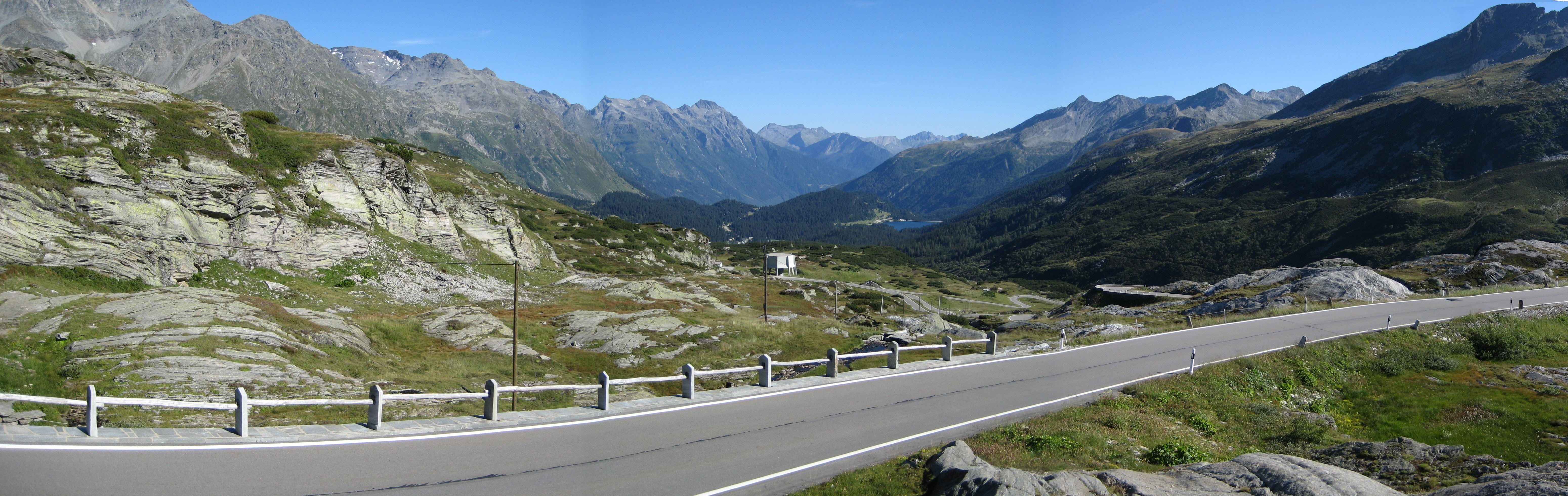
Blick vom San Bernardino Richtung Süden

Der alte Name Vogelberg bezieht sich möglicherweise auf die Zugvögel, die hier alljährlich in grossen Schwärmen vorbeikommen.
Allerdings ist aufgrund derselben belegten Bezeichnung „Vogelberg“ auch für das Rheinwaldhorn und die gesamte Gebirgskette sowie dem einzigen im Altertum häufig begangenen Pass San Bernardino oder früher Vogelberg-Pass der Zentralalpen darüber (Gotthardpass und Lukmanierpass wurden erst später eröffnet) die Herleitung von Vögeln sehr wahrscheinlich eine Volksetymologie. Der Name dürfte vielmehr von indogermanisch *uek/-uak/-uei(k) zu lateinisch „vacillare“ als „gebogen sein, krümmen, schwanken“ stammen, d. h. das gesamte Bergmassiv sowie Ausgangs- und Zieltal des Passübergangs stehen anders als sonst üblich krumm (abgedreht) zueinander und sind nicht gleich ausgerichtet.